# トンネル餅
トンネル餅（トンネルもち）は、北海道岩内郡共和町で製造・販売していた餅菓子。すあまの一種であった。

## 製法・外観
函館本線の小沢駅開業に合わせて考案され、第二世界大戦後に末次商店（共和町）が引き継ぐ形で製造・販売した。添加物を使用していないため、賞味期限は製造当日限りとなり、小沢駅を訪れないと食することはできなかった。
上新粉、砂糖、隠し味の塩を混ぜてこね、板と巻き簾で型取りする。切り分けたものをマサキの折箱に詰める。棒状のものを切り分けるので、蒲鉾にも似た形状になる。
全体は透明感のある白色であるが、ピンクとグリーンの淡い色の線が入っている。この線は「線路をイメージした」とも言われるが、入れる由来は不明である。

## 名前の由来
名称の由来には以下の2つの説がある。
- 稲穂トンネル開通を記念したもの[1]。
- 小沢駅は稲穂トンネルと倶知安トンネルに挟まれた位置にあるため[1]。

## 歴史
小沢村（現在の共和町）で和菓子屋を営んでいた西村久太郎が考案し、1904年の小沢駅開業時に販売を開始した。なお、西村は画家・西村計雄の父親でもある。
第二次世界大戦が始まると材料入手が困難になり、製造を中止した。
第二次世界大戦後は、1952年（昭和29年）に末次商会がトンネル餅の製造を引き継いだ。以後、末次商会はトンネル餅のみで商いを続け、作り方、大きさ、形、掛け紙のデザインなど、ほとんど変わらなかった。
1970年の映画『男はつらいよ 望郷篇』では小沢駅隣にあった末次商店の旧店舗でロケが行われており、映画の中でも渥美清が座布団を枕に寝る姿などで映っている。なお、渥美清ら映画の関係者がトンネル餅を食べたという記録はない。
長らく小沢駅ホームで立売されていたが、小沢駅に乗入れていた岩内線の廃止などと併せて小沢駅での販売を終了し、末次商会の店舗でのみ販売を続けていた。
2022年6月末で、トンネル餅の販売を終了した。